# کهنه‌قشلاق (گدابیگ)
کهنه‌قشلاق (به لاتین: Köhnəqışlaq) یک منطقه مسکونی در جمهوری آذربایجان است که در شهرستان گدابیگ واقع شده است. کهنه‌قشلاق ۷۵۶ نفر جمعیت دارد.